# Zgornja Selnica
Zgornja Selnica – wieś w Słowenii, w gminie Selnica ob Dravi. W 2018 roku liczyła 465 mieszkańców.